# دوشان شاكوتا
دوشان شاكوتا (باليونانية: Ντούσαν Σάκοτα)‏ مواليد 22 أبريل 1986 في بلغراد، جمهورية صربيا الاشتراكية، هو لاعب كرة سلة يوناني من أصل صربي. بدأ مسيرته الاحترافية في سنة 2003. يحمل الرقم 5. يبلغ طوله 6 قدم 10.75 بوصة (2.1 م).

## المسيرة الاحترافية
لعب مع نادي باناثينايكوس لكرة السلة من سنة 2003 إلى 2009، ثم لعب مع فيكتوريا يبرتاس بيزارو في الدوري الإيطالي في موسم 2009–2010، ثم لعب مع نادي أوستند لكرة السلة في سنة 2011، ثم لعب مع ينسي كراسنويارسك في الدوري الروسي في سنة 2012، ثم لعب مع بالاكانسترو فاريزي في الدوري الإيطالي من سنة 2012 إلى 2014، ثم لعب مع نادي إيه إي كي لكرة السلة في سنة 2014.

## روابط خارجية
- دوشان شاكوتا على موقع الاتحاد الدولي لكرة السلة (الإنجليزية)
- دوشان شاكوتا على موقع الدوري الأوروبي لكرة السلة (الإنجليزية)
- دوشان شاكوتا على موقع الدوري الإسباني لكرة السلة (الإسبانية)
- دوشان شاكوتا على موقع كرة السلة الأوروبية.كوم (الإنجليزية)
- دوشان شاكوتا على موقع DraftExpress.com (الإنجليزية)
- دوشان شاكوتا على موقع ريلجم (الإنجليزية)
- دوشان شاكوتا على موقع بروبوليرز (الإنجليزية)
- دوشان شاكوتا على موقع سبورتس رفرنس (الإنجليزية)